# Stenhomalus figuratus
Stenhomalus figuratus är en skalbaggsart som beskrevs av Charles Joseph Gahan 1915. Stenhomalus figuratus ingår i släktet Stenhomalus och familjen långhorningar. Inga underarter finns listade i Catalogue of Life.